# 11795 Fredrikbruhn
11795 Fredrikbruhn eller 1979 QM1 är en asteroid i huvudbältet som upptäcktes den 22 augusti 1979 av den svenske astronomen Claes-Ingvar Lagerkvist vid La Silla-observatoriet i Chile. Den är uppkallad efter Fredrik Bruhn.
Asteroiden har en diameter på ungefär 6 kilometer.